# كليفورد بي. هارمون
كليفورد بي. هارمون (بالإنجليزية: Clifford B. Harmon)‏ هو رائد أعمال أمريكي، ولد في 1 يوليو 1866 في يوربانا في الولايات المتحدة، وتوفي في 25 يونيو 1945 في كان في فرنسا.